# Élisabeth de Roumanie (1894-1956)
Vous lisez un « article de qualité » labellisé en 2016.  Il fait partie d'un « thème de qualité ».
Pour les articles homonymes, voir Élisabeth de Roumanie et Élisabeth de Grèce (homonymie).
Titres
Reine des Hellènes
27 septembre 1922 – 25 mars 1924
(1 an, 5 mois et 27 jours)
Épouse du prétendant au trône de Grèce
25 mars 1924 – 6 juillet 1935
(11 ans, 3 mois et 11 jours)
Élisabeth de Roumanie (en roumain : Elisabeta a României et en grec moderne : Ελισάβετ της Ρουμανίας), princesse de Roumanie puis, par son mariage, reine des Hellènes, est née le 12 octobre 1894 à Sinaia, en Roumanie, et morte le 14 novembre 1956 à Cannes, en France. Membre de la maison de Hohenzollern-Sigmaringen, elle est l'épouse du roi des Hellènes Georges II, avec lequel elle règne sur la Grèce de 1922 à 1924.
Élevée par son grand-oncle et sa grand-tante, le roi Carol Ier de Roumanie et la reine Élisabeth de Wied, la princesse Élisabeth développe, en grandissant, un caractère introverti, qui l'isole socialement. Mariée à l'héritier du trône de Grèce en 1921, elle n'éprouve pour lui aucune passion et souffre des turbulences politiques que traverse son pays d'adoption après la Première Guerre mondiale. Propulsée sur le trône de Grèce avec son époux en 1922, la jeune femme s'implique dans l'aide aux réfugiés micrasiates qui affluent à Athènes du fait du désastre de la guerre gréco-turque. La montée du climat révolutionnaire a cependant raison de sa santé et c'est avec soulagement qu'elle quitte le royaume hellène avec Georges II en décembre 1923. Le couple royal s'installe alors à Bucarest, où il apprend finalement sa déposition le 25 mars 1924.
En Roumanie, Élisabeth et Georges II s'éloignent et le couple finit par se séparer, avant de divorcer en 1935. Très proche de son frère, le roi Carol II de Roumanie, la princesse se constitue alors une importante fortune, en partie due aux conseils financiers avisés de son amant, le banquier Alexandru Scavani. Après la mort de sa mère, la reine Marie de Saxe-Cobourg-Gotha, en 1938, et jusqu'à la déposition de Carol II, en 1940, elle joue par ailleurs le rôle de première dame de Roumanie. À la fin de la Seconde Guerre mondiale, Élisabeth noue des liens étroits avec le parti communiste roumain et complote ouvertement contre son neveu, le jeune Michel Ier, ce qui lui vaut le surnom de « tante rouge » du souverain. Elle n'en est pas moins chassée de Roumanie au moment de la proclamation de la république populaire, en 1947. Exilée, la princesse s'installe en Suisse, puis à Cannes, dans le Sud de la France. Elle noue alors une relation amoureuse avec Marc Favrat, un jeune homme de trente ans son cadet qu'elle finit par adopter peu avant sa mort en 1956.

## Famille
La princesse Élisabeth est la fille du roi Ferdinand Ier de Roumanie (1865-1927) et de son épouse la princesse Marie de Saxe-Cobourg-Gotha (1875-1938), elle-même fille du duc Alfred Ier de Saxe-Cobourg-Gotha (1844-1900) et de la grande-duchesse Maria Alexandrovna de Russie (1853-1920). Par sa mère, Élisabeth est donc une descendante de la reine Victoria du Royaume-Uni (1819-1901), surnommée la « grand-mère de l'Europe ».
En 1921, la princesse Élisabeth épouse le futur roi Georges II de Grèce (1890-1947), fils aîné du roi Constantin Ier de Grèce (1868-1923) et de la reine Sophie de Prusse (1870-1932). Par son père, Georges est donc un descendant du roi Christian IX de Danemark (1818-1906), surnommé le « beau-père de l'Europe », tandis que, par sa mère, il descend également de la reine Victoria.
L'union d'Élisabeth et de Georges II est malheureuse et le couple se sépare progressivement, avant de divorcer le 6 juillet 1935,.
En juin 1956, Élisabeth adopte le roturier français Marc Favrat (1924-2000), qui prend dès lors le nom de Marc Favrat de Hohenzollern.

## Biographie

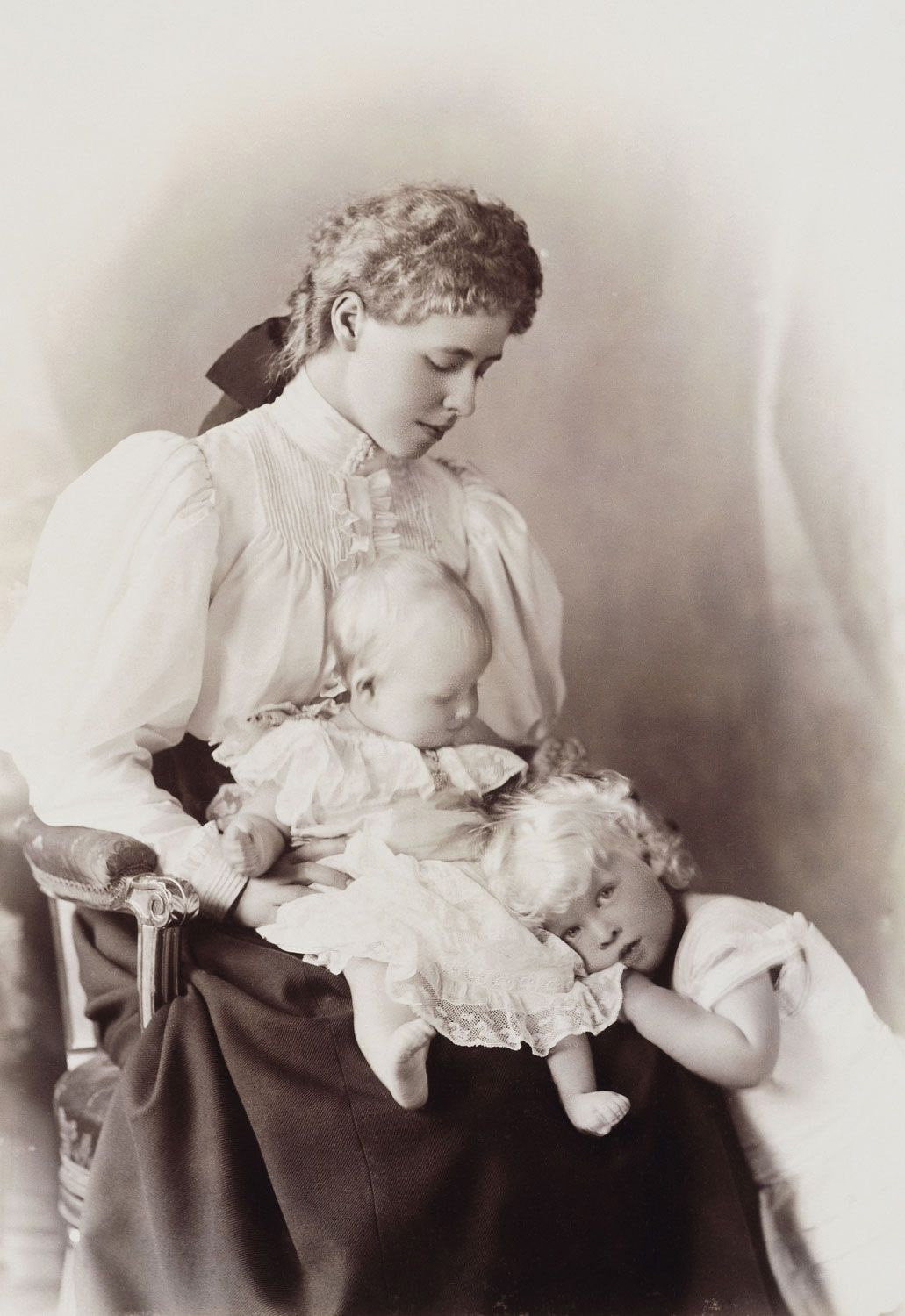
Marie de Saxe-Cobourg-Gotha et ses deux aînés, Élisabeth et Carol (1895).

### Une jeunesse roumaine

#### Une princesse coupée de ses parents
Deuxième enfant du prince héritier Ferdinand de Roumanie et de son épouse la princesse Marie de Saxe-Cobourg-Gotha, Élisabeth voit le jour au château de Peleș, à Sinaia, le 12 octobre 1894, un an après son frère aîné Carol. L'accouchement se passe difficilement et la douleur ressentie par la mère est si vive qu'elle instaure, par la suite, une distance entre elle et l'enfant. Toute sa vie, Marie éprouve en effet une grande difficulté à ressentir de l'affection pour sa fille aînée, alors qu'elle se conduit en mère aimante vis-à-vis de ses cadettes.
Née peu de temps après la réconciliation du roi Carol Ier et de son épouse Élisabeth de Wied, l'enfant est baptisée Élisabeth en l'honneur de sa grand-tante,. Femme de caractère, traumatisée par la mort de sa propre fille en 1874, la souveraine profite de son pouvoir et de la jeunesse de Marie et de Ferdinand pour les couper de leurs deux aînés et prendre en charge leur éducation,,. Pendant de nombreuses années, Élisabeth et son frère sont ainsi placés dans des appartements situés tout à côté de ceux du couple royal mais très éloignés de ceux de leurs parents. Les enfants ont, par ailleurs, interdiction de franchir les frontières de la Roumanie, même lorsque Ferdinand et Marie effectuent des séjours à l'étranger. Finalement, seules l'équitation et quelques menues autres activités permettent de rapprocher Élisabeth de sa mère.
Au fil des années, la petite fille développe un caractère froid et introverti, qui l'isole davantage de sa famille et des domestiques à son service,. Proche du prince Carol, elle fait de sa sœur Marie (surnommée « Mignon ») leur souffre-douleur et traite le reste de sa fratrie avec indifférence ou jalousie. Considérée comme un très beau bébé, Élisabeth développe, en grandissant, une véritable « beauté classique », selon les mots de Marthe Bibesco. À l'adolescence, la princesse prend cependant beaucoup de poids, ce qui révulse sa mère, qui considère, dès lors, qu'elle a perdu toute beauté et apparaît de plus en plus « vulgaire ». À cette époque, Élisabeth est décrite comme une enfant intelligente, mais pas très curieuse intellectuellement et souvent paresseuse. Elle reçoit une éducation fondée sur l'autorité, mais se montre peu disciplinée,.

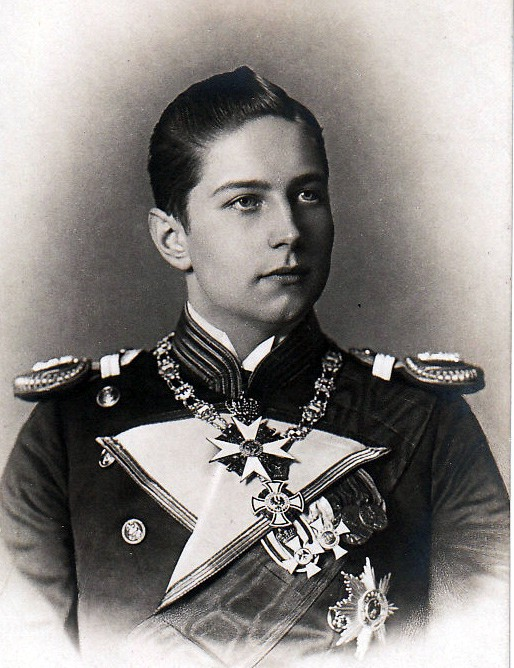
Adalbert de Prusse, en 1901.

#### Projets matrimoniaux
À partir de 1911, les gouvernements hellène et roumain se rapprochent pour des raisons géopolitiques et le prince Georges de Grèce, alors héritier en second de son pays, rencontre pour la première fois Élisabeth lors d'un séjour à Bucarest. Après les guerres balkaniques de 1912-1913, durant lesquelles Grèce et Roumanie sont alliées, le prince demande la main de la jeune fille, ce qui ravit Ferdinand et Marie. Mais, conseillée par sa grand-tante, Élisabeth décline la proposition, jugeant son prétendant trop petit et trop anglais dans ses manières. Dédaigneuse, la jeune fille déclare même, à cette occasion, que « Dieu a commencé le prince mais a oublié de le terminer »,...
En 1913, une autre opportunité de mariage semble se présenter. Le Kaiser Guillaume II d'Allemagne envisage en effet de nouer une alliance matrimoniale entre son pays et la Roumanie. Il organise alors une rencontre entre Élisabeth et son troisième fils, Adalbert. Les deux jeunes gens se retrouvent à Munich, en Bavière, mais le séjour est un fiasco car le prince trouve rapidement sa cousine ennuyeuse. De fait, Élisabeth n'a pour seul intérêt que les vêtements ou les bijoux et sa conversation n'est pas très passionnante.

### La Première Guerre mondiale et ses conséquences

#### Une infirmière de guerre peu impliquée

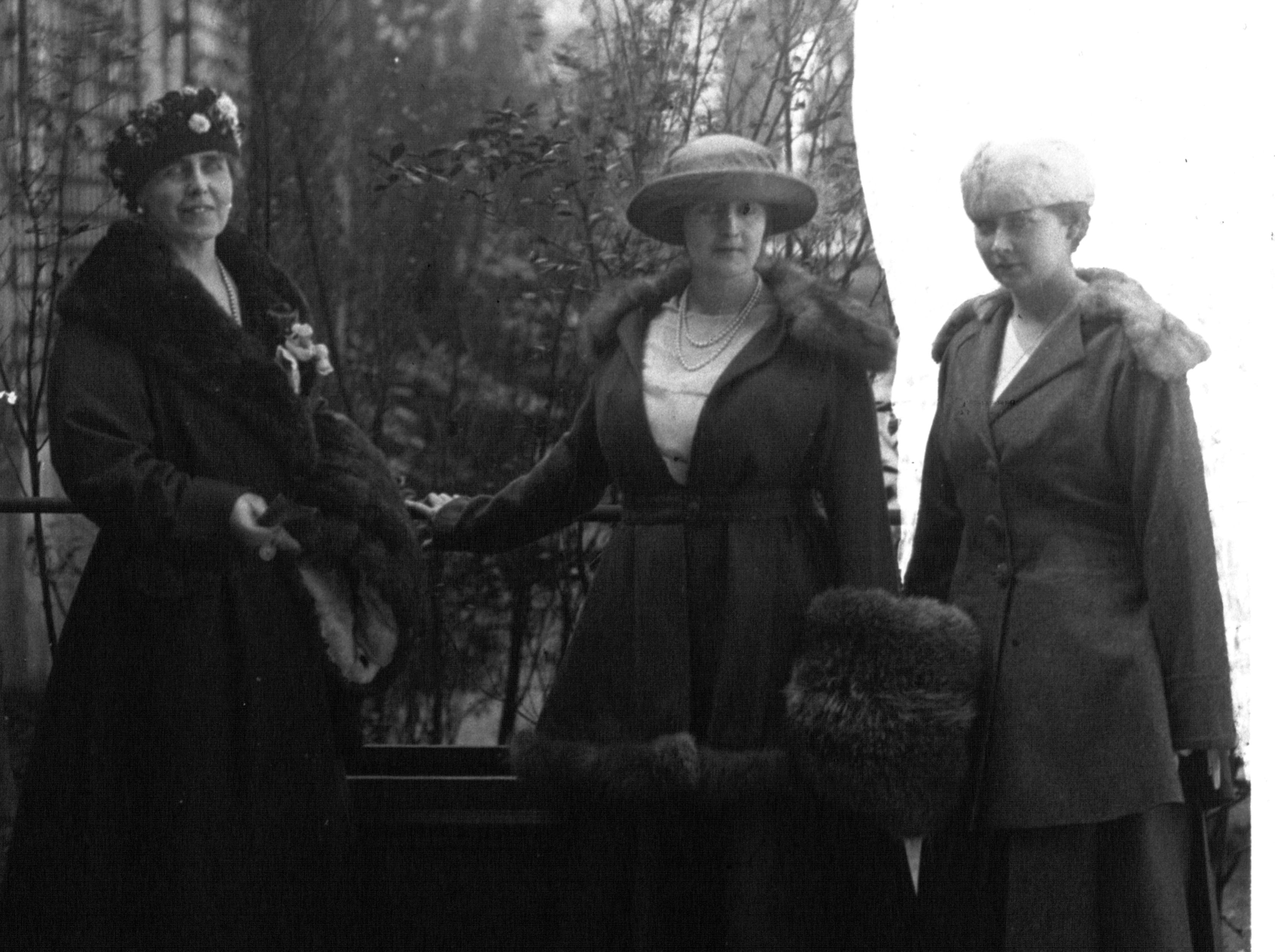
La reine Marie de Roumanie avec ses deux filles aînées, Élisabeth et « Mignon », en 1919.

Après deux ans de neutralité et les morts successives du roi Carol Ier et de son épouse, la Roumanie entre dans la Première Guerre mondiale aux côtés des forces de l'Entente en 1916. Élisabeth et la plupart des membres de la famille royale (hormis le roi Ferdinand Ier et le prince Carol) quittent alors Bucarest pour s'installer à Buftea, dans la résidence du prince Barbu Stirbei. Après quelques semaines de combat, le conflit tourne au désastre pour l'armée roumaine, mal préparée, et le pays est occupé. Pour faire face à l'afflux de soldats blessés, la reine Marie fonde plusieurs hôpitaux et pousse ses filles à s'y impliquer. Avec « Mignon », Élisabeth se rend ainsi quotidiennement dans les hôpitaux et distribue cigarettes et paroles réconfortantes aux victimes des combats,. Mais, contrairement à sa cadette, qui s'investit véritablement dans son travail d'infirmière, Élisabeth montre peu d'intérêt pour ces activités charitables.
Pendant la guerre, la princesse tombe plusieurs fois malade. Elle souffre de problèmes aux genoux, contracte une jaunisse et fait de fréquentes crises de nerfs. D'un tempérament paresseux, elle se montre par ailleurs oisive et grossit encore davantage, au grand dam de sa mère. Ses rares occupations se résument à quelques réceptions officielles à la cour ou à de rares passages au théâtre. Sa seule vraie passion reste les vêtements et elle connaît quelques brèves périodes d'enthousiasmes pour les travaux d'aiguille et la broderie. La princesse s'intéresse par ailleurs vivement aux hommes, qu'elle poursuit avec assiduité, ce qui soulève l'indignation de la reine Marie.
Élisabeth n'est cependant pas le seul des enfants royaux à causer du souci à ses parents. En 1918, l'héritier du trône cause en effet un scandale qui ébranle toute la monarchie en désertant l'armée roumaine pour épouser sa maîtresse, Zizi Lambrino, en Ukraine,.

#### L'Après-guerre et les retrouvailles avec Georges de Grèce

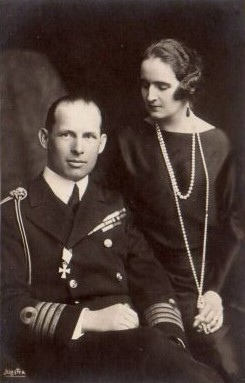
Le diadoque Georges de Grèce et la princesse Élisabeth de Roumanie en 1921.

En 1919, Élisabeth et ses sœurs « Mignon » et Ileana accompagnent leur mère, la désormais reine Marie, à Paris, à la Conférence de la paix, qui clôt la Première Guerre mondiale. La souveraine espère en effet profiter de ce séjour pour trouver des époux convenables à ses filles, et surtout à Élisabeth, déjà âgée de vingt-cinq ans,. Mais, dans la capitale française, Élisabeth ne fait pas la meilleure impression, si l'on en croit le témoignage de l'épouse du président américain Wilson, qui la juge « timide, inintéressante et de type allemand ». Au bout de quelques semaines, la reine de Roumanie a même si honte de son aînée qu'elle choisit de ne pas l'emmener à Londres lorsqu'elle quitte l'hexagone pour rendre visite à la famille royale d'Angleterre.
En l'absence de sa mère et de ses sœurs, Élisabeth séjourne chez la duchesse de Vendôme et prend des cours dans une école d'art. Une fois réunie à sa famille, elle part retrouver sa grand-mère maternelle, la duchesse douairière de Saxe-Cobourg, en Suisse, avant de séjourner à Florence, où Barbu Stirbei cherche à la marier à un prince italien. Cependant, le projet n'aboutit pas et Élisabeth retourne à Paris avec sa parentèle.
Après plusieurs mois en Europe occidentale, la reine Marie et ses filles décident de rentrer en Roumanie au début de l'année 1920. Durant l'été suivant, elles effectuent un nouveau séjour en Suisse, où elles retrouvent la famille royale de Grèce, qui vit en exil depuis la déposition de Constantin Ier au cours de la Grande Guerre. Élisabeth retrouve alors le prince Georges, qui lui demande une nouvelle fois sa main. Davantage consciente de ses propres imperfections (sa mère la décrit désormais comme grosse et peu intelligente), la jeune fille se résout à accepter le mariage. Pourtant, à cette époque, l’avenir du jeune homme est pour le moins incertain : écarté du trône en même temps que son père et remplacé par son frère cadet, le jeune Alexandre Ier, Georges est interdit de séjour dans son pays, désargenté et sans aucune situation,,.
Il reste que la combinaison matrimoniale satisfait tout autant les parents d'Élisabeth que ceux du jeune homme. Ravie d'avoir enfin trouvé un époux pour son aînée, la reine de Roumanie ne tarde pas à inviter le prince à se rendre à Bucarest afin d'y annoncer publiquement les fiançailles. Georges s'exécute mais, peu après son arrivée dans la patrie de sa fiancée, il apprend le décès accidentel d'Alexandre Ier et les remous politiques qui s'ensuivent, en Grèce,.

### Vie en Grèce

#### De la restauration de la famille royale de Grèce au mariage de Georges et Élisabeth
Le 5 décembre 1920, un référendum au résultat contesté appelle la famille royale de Grèce à rentrer dans son pays. Le roi Constantin Ier, la reine Sophie et le diadoque Georges regagnent donc Athènes le 19 décembre 1920 suivant. Leur retour s’accompagne de scènes de liesse populaire. Une foule immense entoure les souverains et l'héritier du trône dans les rues de la capitale. Une fois arrivés au palais royal, ceux-ci doivent apparaître à de nombreuses reprises au balcon pour saluer le peuple qui les acclame,.
Après quelque temps, Georges retourne toutefois en Roumanie pour y épouser Élisabeth. Le mariage se déroule à Bucarest, le 27 février 1921. Quelques semaines plus tard, une autre cérémonie unit les maisons de Grèce et de Roumanie puisque le prince royal Carol, frère aîné d'Élisabeth, s'unit à son tour avec une sœur cadette de Georges, la princesse Hélène,,,.

#### Une princesse isolée
En Grèce, Élisabeth éprouve de grandes difficultés à s'intégrer à sa belle-famille, et ses relations avec la reine Sophie sont particulièrement malaisées,. D'un tempérament introverti qui passe volontiers pour de l'arrogance,, Élisabeth se sent mise à l'écart par ses proches, qui conversent régulièrement en grec en sa présence, alors qu'elle ne maîtrise pas encore cette langue,. Seuls le roi Constantin Ier et sa sœur, la grande-duchesse Marie, trouvent grâce à ses yeux,. De fait, même le timide diadoque déçoit son épouse, qui souhaiterait partager avec lui une relation plus passionnée,.

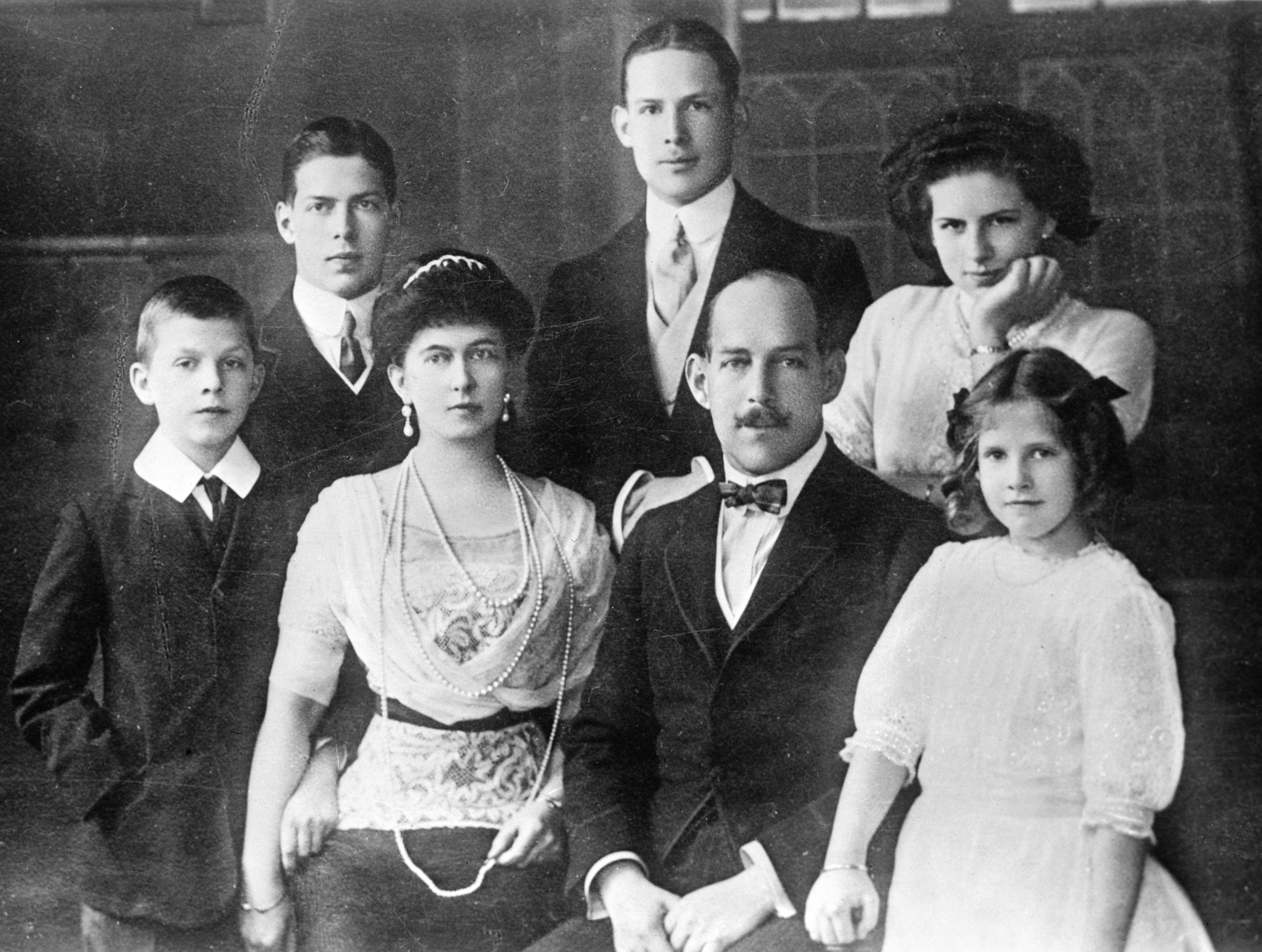
La famille royale hellène vers 1914. Au centre, on peut voir la reine Sophie et le roi Constantin Ier de Grèce avec, autour d'eux, les futurs rois Paul Ier, Alexandre Ier et Georges II ainsi que les futures reines Hélène de Roumanie et Irène de Croatie.

Déplorant de ne pas avoir sa propre demeure et d'être obligée de vivre constamment auprès de sa belle-famille, Élisabeth vide la cassette de son époux par les dépenses qu'occasionne la redécoration des appartements du prince Georges. Or, les Hohenzollern-Sigmaringen tardent à verser sa dot et les économies qu'elle a laissées en Roumanie partent bientôt en fumée en raison d'investissements malheureux réalisés par le gestionnaire de sa fortune.
Confrontée à une situation politique très difficile, due à la guerre qui oppose la Grèce à la Turquie depuis 1919, Élisabeth comprend rapidement que ses marges de manœuvre sont limitées dans son nouveau pays. Elle intègre cependant la Croix-Rouge, qui est alors débordée par l'arrivée de blessés issus d'Asie mineure,. La princesse occupe par ailleurs son temps libre en pratiquant le jardinage, la peinture et le dessin. Elle illustre ainsi un livre de poèmes écrits par l'auteur belge Émile Verhaeren. Elle s'adonne également à l'écriture et produit quelques nouvelles de faible valeur littéraire,. Enfin, elle passe de longues heures à étudier le grec, langue qu'elle trouve extrêmement difficile à apprendre.
Déçue par la médiocrité de son quotidien, Élisabeth commence à nourrir de la jalousie pour sa sœur « Mignon », mariée au roi Alexandre Ier de Yougoslavie depuis 1922, et pour sa belle-sœur Hélène de Grèce, épouse du futur Carol II de Roumanie,. Avec la guerre et la révolution, le quotidien de la famille royale de Grèce est en effet de plus en plus difficile, et la pension que reçoit le prince Georges ne lui permet pas d'acheter à sa femme les vêtements et les bijoux dont elle rêve.
Déjà tendues par la guerre, les relations du diadoque et de sa femme sont assombries par leur incapacité à donner un héritier au royaume de Grèce. Élisabeth tombe en effet enceinte quelques mois après son mariage, mais elle perd l'enfant qu'elle porte lors d'un voyage officiel à Smyrne. Gravement affectée par sa fausse couche, la princesse royale tombe malade. Atteinte d'une typhoïde bientôt suivie de pleurésie aggravée de dépression, elle trouve refuge auprès de sa famille à Bucarest. Elle se coupe alors les cheveux et les teint en rouge, tout en se mettant de la poudre blanche sur le visage et du noir autour des yeux. Malgré les efforts de sa mère et de son époux, ni la santé de la princesse ni son mariage ne se remettent complètement de ces épreuves,,,.

#### Reine des Hellènes

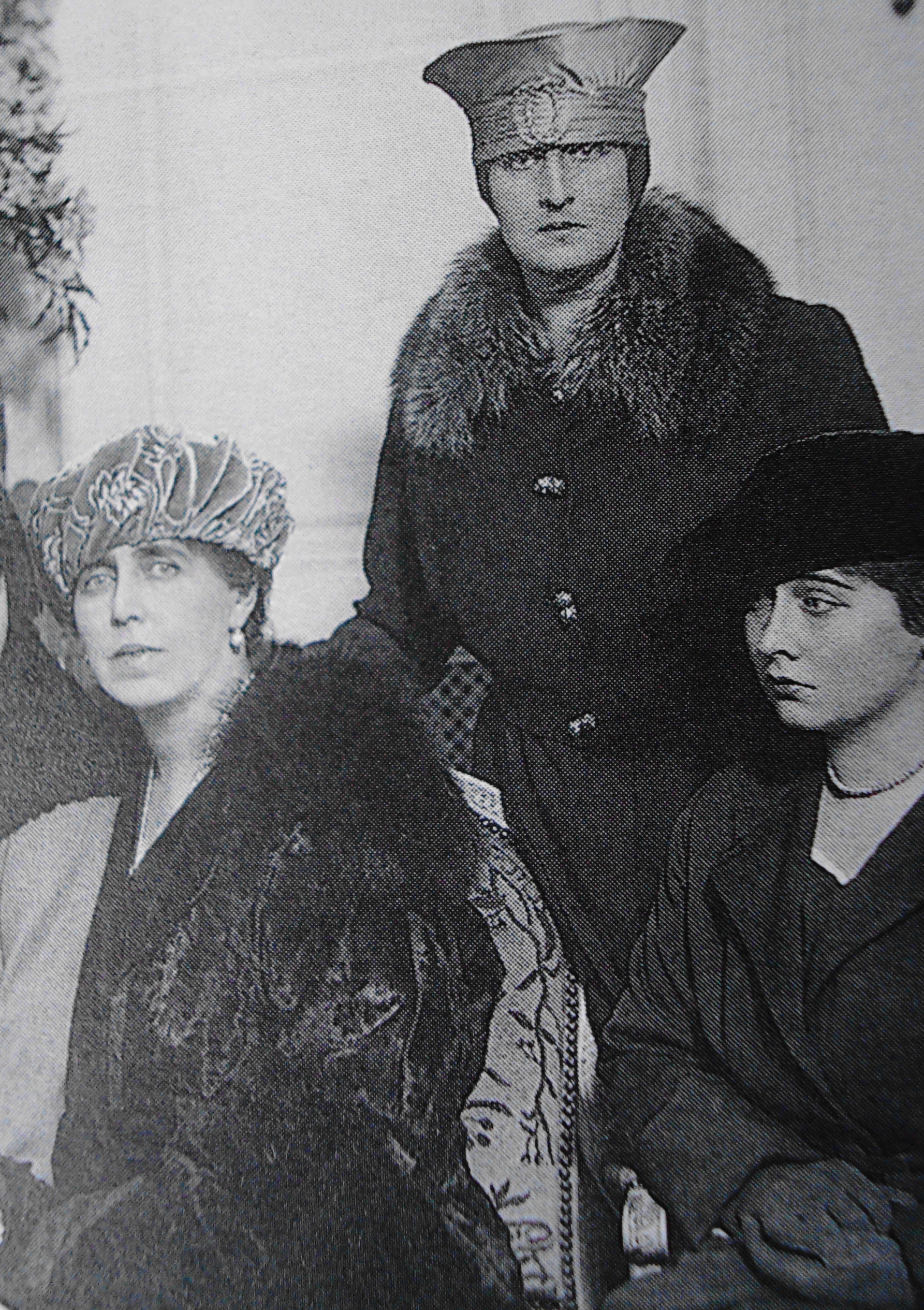
La princesse Élisabeth entourée de sa mère et de sa sœur « Mignon ».

Au même moment, le désastre de la guerre gréco-turque oblige le roi Constantin Ier à abdiquer, ce qui propulse Georges et Élisabeth sur le trône (27 septembre 1922). Les nouveaux souverains n'ont toutefois aucun pouvoir, et ils assistent avec impuissance à la répression organisée par les révolutionnaires qui ont pris le pouvoir contre les représentants de l'ancien régime. Le couple royal vit ainsi dans l'angoisse de l’exécution du prince André au moment du « procès des Six »,.
Malgré ce contexte difficile, Élisabeth cherche à se rendre utile pour sa patrie d'adoption. Afin de répondre à l'afflux de réfugiés originaires d'Asie mineure, la reine fait construire des baraquements dans la banlieue d'Athènes. Pour mener à bien ses projets, elle mobilise sa famille et demande à sa mère, la reine Marie, de lui faire parvenir du bois et d'autres matériaux,.
Cependant, Élisabeth a de plus en plus de mal à supporter la Grèce et son climat révolutionnaire. Son amour pour Georges II s'évapore et ses lettres à sa mère montrent combien elle s'inquiète pour son avenir,. Sa correspondance révèle, par ailleurs, qu'elle n'a plus aucune envie d'avoir des enfants. Dans ces conditions, la jeune femme profite d'un séjour en Yougoslavie en septembre 1923 pour flirter ostensiblement avec le roi Alexandre Ier, époux de sa sœur « Mignon ».
Après une tentative de coup d'État monarchiste en octobre 1923, la situation du couple royal devient encore plus précaire. Le 19 décembre 1923, Georges II et son épouse sont contraints à l'exil par le gouvernement révolutionnaire. Avec le prince Paul, ils partent alors pour la Roumanie, où ils apprennent la proclamation de la république hellénique le 25 mars 1924,,.

### Retour en Roumanie

#### Reine en exil

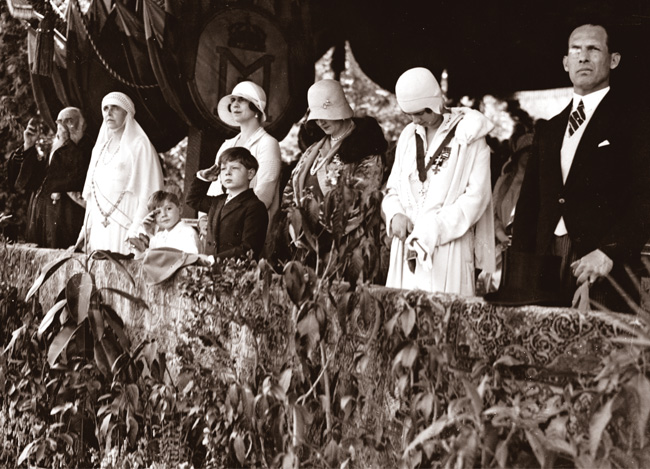
Georges, Élisabeth et la famille royale de Roumanie à la fin des années 1920.

En Roumanie, Georges et Élisabeth s'installent à Bucarest, où le roi Ferdinand Ier et la reine Marie leur mettent quelque temps à disposition une aile du palais Cotroceni. Après quelques semaines, le couple déménage et établit sa résidence dans une villa plus modeste de la Calea Victoriei. Hôtes réguliers des souverains roumains, Georges et Élisabeth participent aux cérémonies qui ponctuent la vie des Hohenzollern-Sigmaringen. Mais, malgré la bonté avec laquelle le traite sa belle-mère, l'ex-roi des Hellènes se sent désœuvré à Bucarest et peine à cacher l'ennui que lui procurent les fastes de la cour roumaine,,.
Contrairement à son époux, Élisabeth se montre ravie de son retour en Roumanie. Ses relations avec sa mère sont pourtant parfois orageuses, même si la collaboration des deux femmes se montre fructueuse. Au milieu des années 1920, Élisabeth illustre ainsi le dernier ouvrage de sa mère, The Country that I Love (1925). Les liens d'Élisabeth avec la princesse Hélène (épouse du prince héritier Carol de Roumanie et sœur de Georges II de Grèce) sont également compliqués par la jalousie que l'ex-reine des Hellènes continue à ressentir vis-à-vis de sa belle-sœur.
Éprouvées par les humiliations de l'exil, les difficultés financières et l'absence de descendance, les relations de Georges et d'Élisabeth se dégradent. Après avoir d'abord trompé sa lassitude dans la nourriture trop riche et les jeux d'argent, l'ex-reine des Hellènes noue une relation extra-conjugale avec le banquier de son mari, un Gréco-Russe du nom d'Alexandre Scanavi (ou Scavani), dont elle fait son chambellan pour étouffer le scandale,,,,. Cependant, Élisabeth n'est pas la seule responsable de l'échec de son mariage. Au fil des années, Georges passe en effet de moins en moins de temps auprès de son épouse et transporte progressivement sa résidence au Royaume-Uni, où il noue lui aussi une relation adultérine,,,.
En mai 1935, Élisabeth est approchée par un diplomate grec qui lui annonce que la Deuxième République hellénique est sur le point de s'effondrer et que la restauration de la monarchie est imminente en Grèce. Effrayée par cette nouvelle, l'ex-reine des Hellènes lance alors une procédure de divorce sans en avertir son époux. Accusé de « désertion du foyer familial », Georges II voit ainsi son mariage dissous par un tribunal de Bucarest sans avoir été invité à exprimer son consentement (6 juillet 1935),,,,.

#### Une princesse ambitieuse

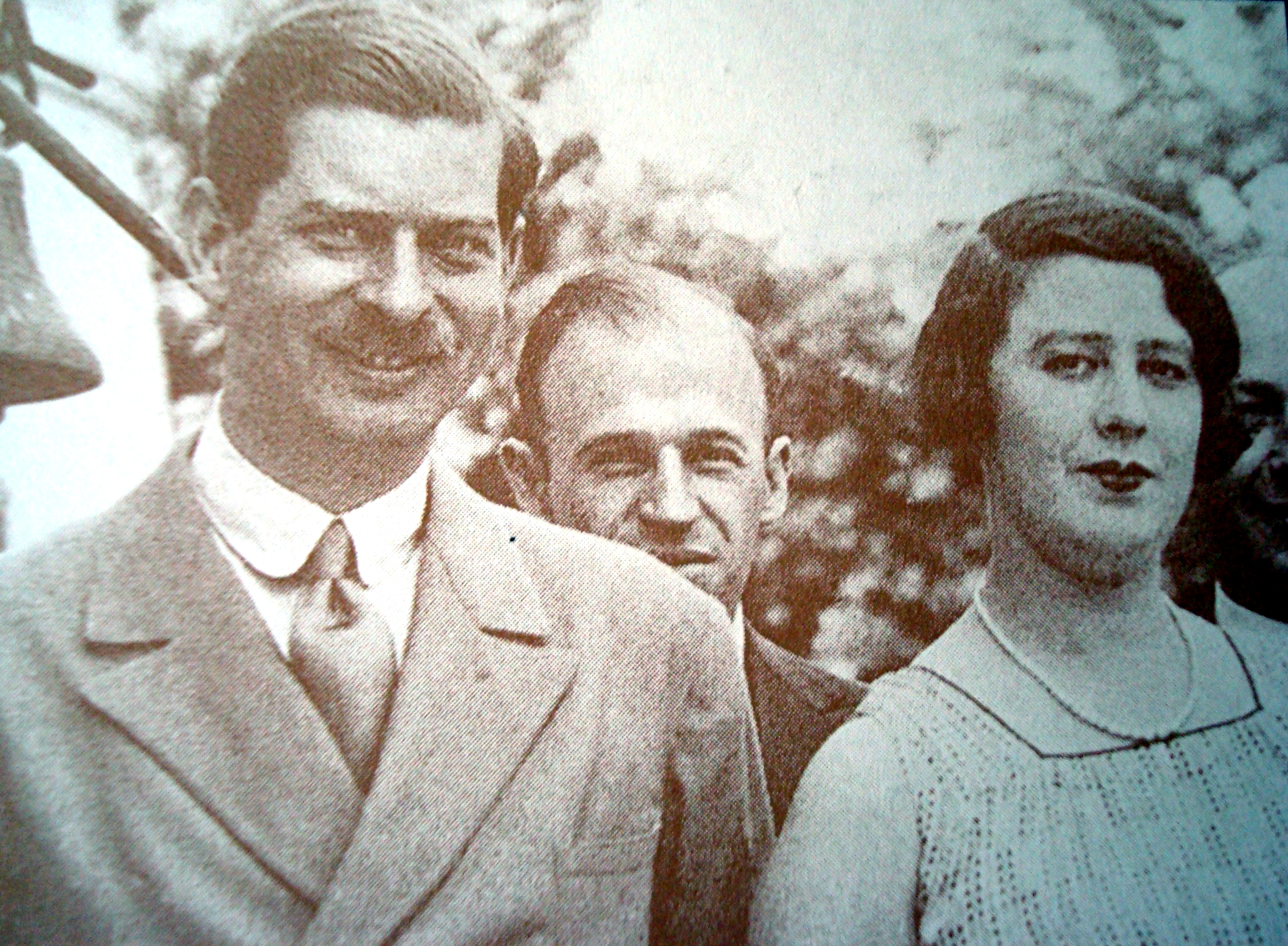
Le roi Carol II de Roumanie et sa maîtresse, Magda Lupescu.

Après la mort du roi Ferdinand Ier en 1927, la Roumanie traverse une période de forte instabilité. Le frère aîné d'Élisabeth ayant dû renoncer à la couronne pour pouvoir vivre avec sa maîtresse : c'est le jeune Michel Ier qui monte sur le trône sous la direction d'un conseil de régence. Malgré tout, une part importante de la population soutient les droits de Carol, qui parvient finalement à ceindre la couronne en 1930. Très proche de son frère, dont elle soutient activement le retour en Roumanie, Élisabeth le tient quotidiennement informé de la vie politique du pays durant ses années d'exil.
Une fois sur le trône, Carol II entretient des relations orageuses avec les membres de sa famille, mais conserve sa confiance à Élisabeth, qui est sa seule parente à accepter de côtoyer sa maîtresse. Grâce à l'héritage de son père, aux conseils financiers avisés de son amant, le banquier Alexandru Scavani, et aux bonnes relations qu'elle entretient avec son frère, la princesse parvient à mener grand train en Roumanie,. Au fil des années, elle acquiert ainsi un grand domaine à Banloc, près de la frontière yougoslave, une maison à Sinaia et surtout une élégante villa de style italien, le palais Elisabeta, dans la chaussée Kiseleff, à Bucarest,.
Après la mort de la reine-mère Marie en 1938 et jusqu'à la déposition de Carol II en 1940, Élisabeth joue le rôle de première dame de Roumanie. Ambitieuse, la princesse n'a en effet aucun remords à suivre la politique de son frère, même lorsque celui-ci se montre tyrannique avec les autres membres de la famille royale. Après le retour sur le trône de Michel Ier et la mise en place de la dictature du maréchal Ion Antonescu, Élisabeth est écartée de la vie politique. Cependant, à partir de 1944, elle tisse des liens avec le parti communiste roumain et conspire ouvertement contre son neveu, qui la considère désormais comme une espionne,,. Début 1947, elle reçoit dans son domaine de Banloc le maréchal Tito, qui vient pourtant de renverser un autre de ses neveux, le jeune Pierre II de Yougoslavie,. Enfin, par l'intermédiaire d'Alexandru Scavani, la princesse participe au financement de la guérilla qui combat son ex beau-frère, le roi Paul Ier, en Grèce.
Élisabeth n'est cependant pas le seul membre de la famille royale à flirter avec les communistes : sa sœur Ileana fait de même, dans l'espoir d'imposer sur le trône son fils aîné, l'archiduc Stéphane. Pour toutes ces raisons, les deux princesses reçoivent alors le surnom de « tantes rouges » du roi Michel Ier.

### Une vieillesse en exil

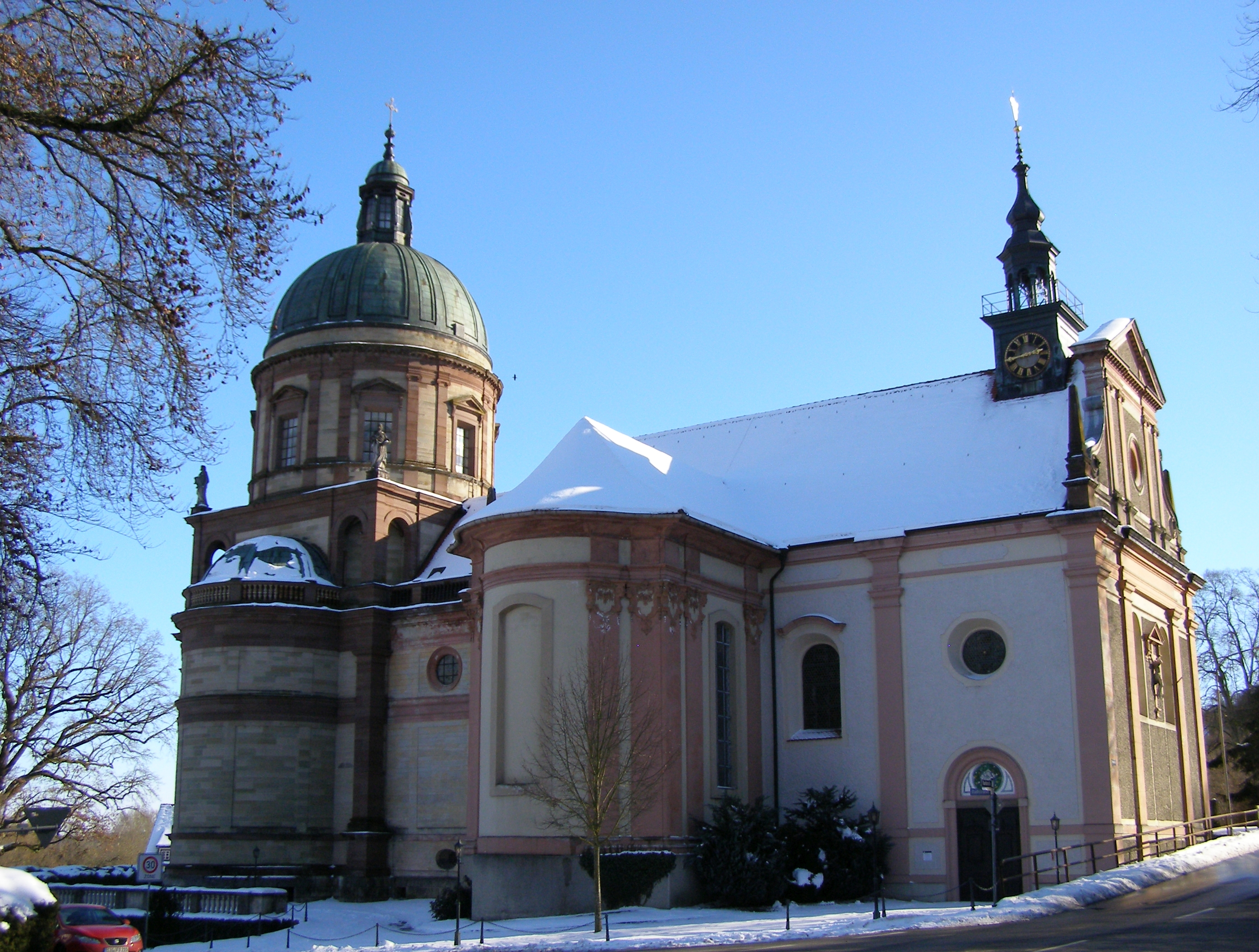
La Hedinger Kirche de Sigmaringen, lieu de sépulture d'Élisabeth.

En dépit de ses liens avec le parti communiste roumain, Élisabeth est chassée de son pays au moment de la proclamation de la république populaire, le 30 décembre 1947. Le nouveau régime lui donne trois jours pour réunir ses affaires et le palais Elisabeta est mis à sac. Avant son départ en exil, la princesse a toutefois le temps de brûler ses archives dans le domaine de Banloc. Le 12 janvier 1948, elle quitte la Roumanie avec sa sœur Ileana à bord d'un train spécial, mis à disposition par les communistes. Accompagnées de la famille Scavani, les deux femmes emportent une grande partie de leurs biens,.
Élisabeth s'établit ensuite à Zurich, puis à Cannes, à la villa Rose Alba. En France, elle fait la connaissance d'un jeune séducteur au physique agréable, Marc Favrat. Tombée amoureuse du jeune homme, la princesse sollicite son cousin, le prince Frédéric de Hohenzollern-Sigmaringen, pour qu'il confère un titre à ce dernier, mais l'aîné des Hohenzollern refuse. La princesse prend alors la décision d'adopter son amant, ce qu'elle fait trois mois seulement avant sa mort. Elle meurt chez elle, le 14 novembre 1956,.
Le corps de la princesse est alors transféré dans la nécropole des Hohenzollern-Sigmaringen, à la Hedinger Kirche de Sigmaringen.

## Arbres généalogiques

### GeorgesIIet Élisabeth dans les monarchies balkaniques
|                                                                 |                                                                 |                                                                 |                                                                 |                                                                 |                                                                 |  |  |                                                            |                                                            |                                                                         |                                                                         |                                                                         |                                                                         |                                                                         |                                                                         |                                                      |                                                      |                                                      |                                                      |                                                             |                                                             |                                                             |                                                             |                                                             |                                                             |                                                     |                                                     |                                                     |                                                     |  |  |                                                                  |                                                                  |                                                                  |                                                                  |                                                                  |                                                                  |  |  |                              |                              |                                                                 |                                                                 |                                                                 |                                                                 |                                                                 |                                                                 |                               |                               |                               |                               |                               |                               |                           |                           |                                                               |                                                               |                                                               |                                                               |                                                               |                                                               |                            |                            |                                                     |                                                     |                                                                         |                                                                         |                                                                         |                                                                         |                                                                         |                                                                         |                                                        |                                                        |                                                        |                                                        |                                                        |                                                        |  |  |  |  |  |  |  |  |  |  |  |  |  |  |  |  |  |  |  |  |  |  |  |  |  |  |
|                                                                 |                                                                 |                                                                 |                                                                 |                                                                 |                                                                 |  |  |                                                            |                                                            |                                                                         |                                                                         |                                                                         |                                                                         |                                                                         |                                                                         |                                                      |                                                      |                                                      |                                                      |                                                             |                                                             |                                                             |                                                             |                                                             |                                                             |                                                     |                                                     |                                                     |                                                     |  |  |                                                                  |                                                                  |                                                                  |                                                                  |                                                                  |                                                                  |  |  |                              |                              |                                                                 |                                                                 |                                                                 |                                                                 |                                                                 |                                                                 |                               |                               |                               |                               |                               |                               |                           |                           |                                                               |                                                               |                                                               |                                                               |                                                               |                                                               |                            |                            |                                                     |                                                     |                                                                         |                                                                         |                                                                         |                                                                         |                                                                         |                                                                         |                                                        |                                                        |                                                        |                                                        |                                                        |                                                        |  |  |  |  |  |  |  |  |  |  |  |  |  |  |  |  |  |  |  |  |  |  |  |  |  |  |
|                                                                 |                                                                 |                                                                 |                                                                 |                                                                 |                                                                 |  |  |                                                            |                                                            | Georges Ier, Roi des Hellènes ∞ Olga Constantinovna, Gde-Dsse de Russie | Georges Ier, Roi des Hellènes ∞ Olga Constantinovna, Gde-Dsse de Russie | Georges Ier, Roi des Hellènes ∞ Olga Constantinovna, Gde-Dsse de Russie | Georges Ier, Roi des Hellènes ∞ Olga Constantinovna, Gde-Dsse de Russie | Georges Ier, Roi des Hellènes ∞ Olga Constantinovna, Gde-Dsse de Russie | Georges Ier, Roi des Hellènes ∞ Olga Constantinovna, Gde-Dsse de Russie |                                                      |                                                      |                                                      |                                                      |                                                             |                                                             |                                                             |                                                             |                                                             |                                                             |                                                     |                                                     |                                                     |                                                     |  |  |                                                                  |                                                                  |                                                                  |                                                                  |                                                                  |                                                                  |  |  |                              |                              | Guillaume V Adolphe, Pce de Wied ∞ Marie, Pcesse des Pays-Bas   | Guillaume V Adolphe, Pce de Wied ∞ Marie, Pcesse des Pays-Bas   | Guillaume V Adolphe, Pce de Wied ∞ Marie, Pcesse des Pays-Bas   | Guillaume V Adolphe, Pce de Wied ∞ Marie, Pcesse des Pays-Bas   | Guillaume V Adolphe, Pce de Wied ∞ Marie, Pcesse des Pays-Bas   | Guillaume V Adolphe, Pce de Wied ∞ Marie, Pcesse des Pays-Bas   |                               |                               | Élisabeth, Pcesse de Wied     | Élisabeth, Pcesse de Wied     | Élisabeth, Pcesse de Wied     | Élisabeth, Pcesse de Wied     | Élisabeth, Pcesse de Wied | Élisabeth, Pcesse de Wied |                                                               |                                                               | Carol Ier, Roi de Roumanie                                    | Carol Ier, Roi de Roumanie                                    | Carol Ier, Roi de Roumanie                                    | Carol Ier, Roi de Roumanie                                    | Carol Ier, Roi de Roumanie | Carol Ier, Roi de Roumanie |                                                     |                                                     | Léopold, Pce de Hohenzollern-Sigmaringen ∞ Antonia, Infante de Portugal | Léopold, Pce de Hohenzollern-Sigmaringen ∞ Antonia, Infante de Portugal | Léopold, Pce de Hohenzollern-Sigmaringen ∞ Antonia, Infante de Portugal | Léopold, Pce de Hohenzollern-Sigmaringen ∞ Antonia, Infante de Portugal | Léopold, Pce de Hohenzollern-Sigmaringen ∞ Antonia, Infante de Portugal | Léopold, Pce de Hohenzollern-Sigmaringen ∞ Antonia, Infante de Portugal |                                                        |                                                        |                                                        |                                                        |                                                        |                                                        |  |  |  |  |  |  |  |  |  |  |  |  |  |  |  |  |  |  |  |  |  |  |  |  |  |  |
|                                                                 |                                                                 |                                                                 |                                                                 |                                                                 |                                                                 |  |  |                                                            |                                                            | Georges Ier, Roi des Hellènes ∞ Olga Constantinovna, Gde-Dsse de Russie | Georges Ier, Roi des Hellènes ∞ Olga Constantinovna, Gde-Dsse de Russie | Georges Ier, Roi des Hellènes ∞ Olga Constantinovna, Gde-Dsse de Russie | Georges Ier, Roi des Hellènes ∞ Olga Constantinovna, Gde-Dsse de Russie | Georges Ier, Roi des Hellènes ∞ Olga Constantinovna, Gde-Dsse de Russie | Georges Ier, Roi des Hellènes ∞ Olga Constantinovna, Gde-Dsse de Russie |                                                      |                                                      |                                                      |                                                      |                                                             |                                                             |                                                             |                                                             |                                                             |                                                             |                                                     |                                                     |                                                     |                                                     |  |  |                                                                  |                                                                  |                                                                  |                                                                  |                                                                  |                                                                  |  |  |                              |                              | Guillaume V Adolphe, Pce de Wied ∞ Marie, Pcesse des Pays-Bas   | Guillaume V Adolphe, Pce de Wied ∞ Marie, Pcesse des Pays-Bas   | Guillaume V Adolphe, Pce de Wied ∞ Marie, Pcesse des Pays-Bas   | Guillaume V Adolphe, Pce de Wied ∞ Marie, Pcesse des Pays-Bas   | Guillaume V Adolphe, Pce de Wied ∞ Marie, Pcesse des Pays-Bas   | Guillaume V Adolphe, Pce de Wied ∞ Marie, Pcesse des Pays-Bas   |                               |                               | Élisabeth, Pcesse de Wied     | Élisabeth, Pcesse de Wied     | Élisabeth, Pcesse de Wied     | Élisabeth, Pcesse de Wied     | Élisabeth, Pcesse de Wied | Élisabeth, Pcesse de Wied |                                                               |                                                               | Carol Ier, Roi de Roumanie                                    | Carol Ier, Roi de Roumanie                                    | Carol Ier, Roi de Roumanie                                    | Carol Ier, Roi de Roumanie                                    | Carol Ier, Roi de Roumanie | Carol Ier, Roi de Roumanie |                                                     |                                                     | Léopold, Pce de Hohenzollern-Sigmaringen ∞ Antonia, Infante de Portugal | Léopold, Pce de Hohenzollern-Sigmaringen ∞ Antonia, Infante de Portugal | Léopold, Pce de Hohenzollern-Sigmaringen ∞ Antonia, Infante de Portugal | Léopold, Pce de Hohenzollern-Sigmaringen ∞ Antonia, Infante de Portugal | Léopold, Pce de Hohenzollern-Sigmaringen ∞ Antonia, Infante de Portugal | Léopold, Pce de Hohenzollern-Sigmaringen ∞ Antonia, Infante de Portugal |                                                        |                                                        |                                                        |                                                        |                                                        |                                                        |  |  |  |  |  |  |  |  |  |  |  |  |  |  |  |  |  |  |  |  |  |  |  |  |  |  |
|                                                                 |                                                                 |                                                                 |                                                                 |                                                                 |                                                                 |  |  |                                                            |                                                            |                                                                         |                                                                         |                                                                         |                                                                         |                                                                         |                                                                         |                                                      |                                                      |                                                      |                                                      |                                                             |                                                             |                                                             |                                                             |                                                             |                                                             |                                                     |                                                     |                                                     |                                                     |  |  |                                                                  |                                                                  |                                                                  |                                                                  |                                                                  |                                                                  |  |  |                              |                              |                                                                 |                                                                 |                                                                 |                                                                 |                                                                 |                                                                 |                               |                               |                               |                               |                               |                               |                           |                           |                                                               |                                                               |                                                               |                                                               |                                                               |                                                               |                            |                            |                                                     |                                                     |                                                                         |                                                                         |                                                                         |                                                                         |                                                                         |                                                                         |                                                        |                                                        |                                                        |                                                        |                                                        |                                                        |  |  |  |  |  |  |  |  |  |  |  |  |  |  |  |  |  |  |  |  |  |  |  |  |  |  |
|                                                                 |                                                                 |                                                                 |                                                                 |                                                                 |                                                                 |  |  |                                                            |                                                            |                                                                         |                                                                         |                                                                         |                                                                         |                                                                         |                                                                         |                                                      |                                                      |                                                      |                                                      |                                                             |                                                             |                                                             |                                                             |                                                             |                                                             |                                                     |                                                     |                                                     |                                                     |  |  |                                                                  |                                                                  |                                                                  |                                                                  |                                                                  |                                                                  |  |  |                              |                              |                                                                 |                                                                 |                                                                 |                                                                 |                                                                 |                                                                 |                               |                               |                               |                               |                               |                               |                           |                           |                                                               |                                                               |                                                               |                                                               |                                                               |                                                               |                            |                            |                                                     |                                                     |                                                                         |                                                                         |                                                                         |                                                                         |                                                                         |                                                                         |                                                        |                                                        |                                                        |                                                        |                                                        |                                                        |  |  |  |  |  |  |  |  |  |  |  |  |  |  |  |  |  |  |  |  |  |  |  |  |  |  |
| Nicolas, Pce de Grèce ∞ Hélène Vladimirovna, Gde-Dsse de Russie | Nicolas, Pce de Grèce ∞ Hélène Vladimirovna, Gde-Dsse de Russie | Nicolas, Pce de Grèce ∞ Hélène Vladimirovna, Gde-Dsse de Russie | Nicolas, Pce de Grèce ∞ Hélène Vladimirovna, Gde-Dsse de Russie | Nicolas, Pce de Grèce ∞ Hélène Vladimirovna, Gde-Dsse de Russie | Nicolas, Pce de Grèce ∞ Hélène Vladimirovna, Gde-Dsse de Russie |  |  |                                                            |                                                            |                                                                         |                                                                         |                                                                         |                                                                         |                                                                         |                                                                         |                                                      |                                                      |                                                      |                                                      | Constantin Ier, Roi des Hellènes ∞ Sophie, Pcesse de Prusse | Constantin Ier, Roi des Hellènes ∞ Sophie, Pcesse de Prusse | Constantin Ier, Roi des Hellènes ∞ Sophie, Pcesse de Prusse | Constantin Ier, Roi des Hellènes ∞ Sophie, Pcesse de Prusse | Constantin Ier, Roi des Hellènes ∞ Sophie, Pcesse de Prusse | Constantin Ier, Roi des Hellènes ∞ Sophie, Pcesse de Prusse |                                                     |                                                     |                                                     |                                                     |  |  |                                                                  |                                                                  |                                                                  |                                                                  |                                                                  |                                                                  |  |  |                              |                              | Guillaume, Pce d'Albanie Sophie, Pcesse de Schönburg-Waldenburg | Guillaume, Pce d'Albanie Sophie, Pcesse de Schönburg-Waldenburg | Guillaume, Pce d'Albanie Sophie, Pcesse de Schönburg-Waldenburg | Guillaume, Pce d'Albanie Sophie, Pcesse de Schönburg-Waldenburg | Guillaume, Pce d'Albanie Sophie, Pcesse de Schönburg-Waldenburg | Guillaume, Pce d'Albanie Sophie, Pcesse de Schönburg-Waldenburg |                               |                               |                               |                               |                               |                               | Marie, Pcesse de Roumanie | Marie, Pcesse de Roumanie | Marie, Pcesse de Roumanie                                     | Marie, Pcesse de Roumanie                                     | Marie, Pcesse de Roumanie                                     | Marie, Pcesse de Roumanie                                     |                                                               |                                                               |                            |                            |                                                     |                                                     | Ferdinand Ier, Roi de Roumanie ∞ Marie, Pcesse de Saxe-Cobourg          | Ferdinand Ier, Roi de Roumanie ∞ Marie, Pcesse de Saxe-Cobourg          | Ferdinand Ier, Roi de Roumanie ∞ Marie, Pcesse de Saxe-Cobourg          | Ferdinand Ier, Roi de Roumanie ∞ Marie, Pcesse de Saxe-Cobourg          | Ferdinand Ier, Roi de Roumanie ∞ Marie, Pcesse de Saxe-Cobourg          | Ferdinand Ier, Roi de Roumanie ∞ Marie, Pcesse de Saxe-Cobourg          |                                                        |                                                        |                                                        |                                                        |                                                        |                                                        |  |  |  |  |  |  |  |  |  |  |  |  |  |  |  |  |  |  |  |  |  |  |  |  |  |  |
| Nicolas, Pce de Grèce ∞ Hélène Vladimirovna, Gde-Dsse de Russie | Nicolas, Pce de Grèce ∞ Hélène Vladimirovna, Gde-Dsse de Russie | Nicolas, Pce de Grèce ∞ Hélène Vladimirovna, Gde-Dsse de Russie | Nicolas, Pce de Grèce ∞ Hélène Vladimirovna, Gde-Dsse de Russie | Nicolas, Pce de Grèce ∞ Hélène Vladimirovna, Gde-Dsse de Russie | Nicolas, Pce de Grèce ∞ Hélène Vladimirovna, Gde-Dsse de Russie |  |  |                                                            |                                                            |                                                                         |                                                                         |                                                                         |                                                                         |                                                                         |                                                                         |                                                      |                                                      |                                                      |                                                      | Constantin Ier, Roi des Hellènes ∞ Sophie, Pcesse de Prusse | Constantin Ier, Roi des Hellènes ∞ Sophie, Pcesse de Prusse | Constantin Ier, Roi des Hellènes ∞ Sophie, Pcesse de Prusse | Constantin Ier, Roi des Hellènes ∞ Sophie, Pcesse de Prusse | Constantin Ier, Roi des Hellènes ∞ Sophie, Pcesse de Prusse | Constantin Ier, Roi des Hellènes ∞ Sophie, Pcesse de Prusse |                                                     |                                                     |                                                     |                                                     |  |  |                                                                  |                                                                  |                                                                  |                                                                  |                                                                  |                                                                  |  |  |                              |                              | Guillaume, Pce d'Albanie Sophie, Pcesse de Schönburg-Waldenburg | Guillaume, Pce d'Albanie Sophie, Pcesse de Schönburg-Waldenburg | Guillaume, Pce d'Albanie Sophie, Pcesse de Schönburg-Waldenburg | Guillaume, Pce d'Albanie Sophie, Pcesse de Schönburg-Waldenburg | Guillaume, Pce d'Albanie Sophie, Pcesse de Schönburg-Waldenburg | Guillaume, Pce d'Albanie Sophie, Pcesse de Schönburg-Waldenburg |                               |                               |                               |                               |                               |                               | Marie, Pcesse de Roumanie | Marie, Pcesse de Roumanie | Marie, Pcesse de Roumanie                                     | Marie, Pcesse de Roumanie                                     | Marie, Pcesse de Roumanie                                     | Marie, Pcesse de Roumanie                                     |                                                               |                                                               |                            |                            |                                                     |                                                     | Ferdinand Ier, Roi de Roumanie ∞ Marie, Pcesse de Saxe-Cobourg          | Ferdinand Ier, Roi de Roumanie ∞ Marie, Pcesse de Saxe-Cobourg          | Ferdinand Ier, Roi de Roumanie ∞ Marie, Pcesse de Saxe-Cobourg          | Ferdinand Ier, Roi de Roumanie ∞ Marie, Pcesse de Saxe-Cobourg          | Ferdinand Ier, Roi de Roumanie ∞ Marie, Pcesse de Saxe-Cobourg          | Ferdinand Ier, Roi de Roumanie ∞ Marie, Pcesse de Saxe-Cobourg          |                                                        |                                                        |                                                        |                                                        |                                                        |                                                        |  |  |  |  |  |  |  |  |  |  |  |  |  |  |  |  |  |  |  |  |  |  |  |  |  |  |
|                                                                 |                                                                 |                                                                 |                                                                 |                                                                 |                                                                 |  |  |                                                            |                                                            |                                                                         |                                                                         |                                                                         |                                                                         |                                                                         |                                                                         |                                                      |                                                      |                                                      |                                                      |                                                             |                                                             |                                                             |                                                             |                                                             |                                                             |                                                     |                                                     |                                                     |                                                     |  |  |                                                                  |                                                                  |                                                                  |                                                                  |                                                                  |                                                                  |  |  |                              |                              |                                                                 |                                                                 |                                                                 |                                                                 |                                                                 |                                                                 |                               |                               |                               |                               |                               |                               |                           |                           |                                                               |                                                               |                                                               |                                                               |                                                               |                                                               |                            |                            |                                                     |                                                     |                                                                         |                                                                         |                                                                         |                                                                         |                                                                         |                                                                         |                                                        |                                                        |                                                        |                                                        |                                                        |                                                        |  |  |  |  |  |  |  |  |  |  |  |  |  |  |  |  |  |  |  |  |  |  |  |  |  |  |
| Olga, Pcesse de Grèce ∞ Paul, Régent de Yougoslavie             | Olga, Pcesse de Grèce ∞ Paul, Régent de Yougoslavie             | Olga, Pcesse de Grèce ∞ Paul, Régent de Yougoslavie             | Olga, Pcesse de Grèce ∞ Paul, Régent de Yougoslavie             | Olga, Pcesse de Grèce ∞ Paul, Régent de Yougoslavie             | Olga, Pcesse de Grèce ∞ Paul, Régent de Yougoslavie             |  |  | Alexandre Ier, Roi des Hellènes ∞ Aspasía Mános            | Alexandre Ier, Roi des Hellènes ∞ Aspasía Mános            | Alexandre Ier, Roi des Hellènes ∞ Aspasía Mános                         | Alexandre Ier, Roi des Hellènes ∞ Aspasía Mános                         | Alexandre Ier, Roi des Hellènes ∞ Aspasía Mános                         | Alexandre Ier, Roi des Hellènes ∞ Aspasía Mános                         |                                                                         |                                                                         | Irène, Pcesse de Grèce ∞ Tomislav II, Roi de Croatie | Irène, Pcesse de Grèce ∞ Tomislav II, Roi de Croatie | Irène, Pcesse de Grèce ∞ Tomislav II, Roi de Croatie | Irène, Pcesse de Grèce ∞ Tomislav II, Roi de Croatie | Irène, Pcesse de Grèce ∞ Tomislav II, Roi de Croatie        | Irène, Pcesse de Grèce ∞ Tomislav II, Roi de Croatie        |                                                             |                                                             | Hélène, Pcesse de Grèce ∞ Carol II, Roi de Roumanie         | Hélène, Pcesse de Grèce ∞ Carol II, Roi de Roumanie         | Hélène, Pcesse de Grèce ∞ Carol II, Roi de Roumanie | Hélène, Pcesse de Grèce ∞ Carol II, Roi de Roumanie | Hélène, Pcesse de Grèce ∞ Carol II, Roi de Roumanie | Hélène, Pcesse de Grèce ∞ Carol II, Roi de Roumanie |  |  | Paul Ier, Roi des Hellènes ∞ Frederika, Pcesse de Hanovre        | Paul Ier, Roi des Hellènes ∞ Frederika, Pcesse de Hanovre        | Paul Ier, Roi des Hellènes ∞ Frederika, Pcesse de Hanovre        | Paul Ier, Roi des Hellènes ∞ Frederika, Pcesse de Hanovre        | Paul Ier, Roi des Hellènes ∞ Frederika, Pcesse de Hanovre        | Paul Ier, Roi des Hellènes ∞ Frederika, Pcesse de Hanovre        |  |  | Georges II, Roi des Hellènes | Georges II, Roi des Hellènes | Georges II, Roi des Hellènes                                    | Georges II, Roi des Hellènes                                    | Georges II, Roi des Hellènes                                    | Georges II, Roi des Hellènes                                    |                                                                 |                                                                 | Élisabeth, Pcesse de Roumanie | Élisabeth, Pcesse de Roumanie | Élisabeth, Pcesse de Roumanie | Élisabeth, Pcesse de Roumanie | Élisabeth, Pcesse de Roumanie | Élisabeth, Pcesse de Roumanie |                           |                           | Marie, Pcesse de Roumanie ∞ Alexandre Ier, Roi de Yougoslavie | Marie, Pcesse de Roumanie ∞ Alexandre Ier, Roi de Yougoslavie | Marie, Pcesse de Roumanie ∞ Alexandre Ier, Roi de Yougoslavie | Marie, Pcesse de Roumanie ∞ Alexandre Ier, Roi de Yougoslavie | Marie, Pcesse de Roumanie ∞ Alexandre Ier, Roi de Yougoslavie | Marie, Pcesse de Roumanie ∞ Alexandre Ier, Roi de Yougoslavie |                            |                            | Carol II, Roi de Roumanie ∞ Hélène, Pcesse de Grèce | Carol II, Roi de Roumanie ∞ Hélène, Pcesse de Grèce | Carol II, Roi de Roumanie ∞ Hélène, Pcesse de Grèce                     | Carol II, Roi de Roumanie ∞ Hélène, Pcesse de Grèce                     | Carol II, Roi de Roumanie ∞ Hélène, Pcesse de Grèce                     | Carol II, Roi de Roumanie ∞ Hélène, Pcesse de Grèce                     |                                                                         |                                                                         | Nicolas, Régent de Roumanie ∞ Ioana Dumitrescu-Doletti | Nicolas, Régent de Roumanie ∞ Ioana Dumitrescu-Doletti | Nicolas, Régent de Roumanie ∞ Ioana Dumitrescu-Doletti | Nicolas, Régent de Roumanie ∞ Ioana Dumitrescu-Doletti | Nicolas, Régent de Roumanie ∞ Ioana Dumitrescu-Doletti | Nicolas, Régent de Roumanie ∞ Ioana Dumitrescu-Doletti |  |  |  |  |  |  |  |  |  |  |  |  |  |  |  |  |  |  |  |  |  |  |  |  |  |  |
| Olga, Pcesse de Grèce ∞ Paul, Régent de Yougoslavie             | Olga, Pcesse de Grèce ∞ Paul, Régent de Yougoslavie             | Olga, Pcesse de Grèce ∞ Paul, Régent de Yougoslavie             | Olga, Pcesse de Grèce ∞ Paul, Régent de Yougoslavie             | Olga, Pcesse de Grèce ∞ Paul, Régent de Yougoslavie             | Olga, Pcesse de Grèce ∞ Paul, Régent de Yougoslavie             |  |  | Alexandre Ier, Roi des Hellènes ∞ Aspasía Mános            | Alexandre Ier, Roi des Hellènes ∞ Aspasía Mános            | Alexandre Ier, Roi des Hellènes ∞ Aspasía Mános                         | Alexandre Ier, Roi des Hellènes ∞ Aspasía Mános                         | Alexandre Ier, Roi des Hellènes ∞ Aspasía Mános                         | Alexandre Ier, Roi des Hellènes ∞ Aspasía Mános                         |                                                                         |                                                                         | Irène, Pcesse de Grèce ∞ Tomislav II, Roi de Croatie | Irène, Pcesse de Grèce ∞ Tomislav II, Roi de Croatie | Irène, Pcesse de Grèce ∞ Tomislav II, Roi de Croatie | Irène, Pcesse de Grèce ∞ Tomislav II, Roi de Croatie | Irène, Pcesse de Grèce ∞ Tomislav II, Roi de Croatie        | Irène, Pcesse de Grèce ∞ Tomislav II, Roi de Croatie        |                                                             |                                                             | Hélène, Pcesse de Grèce ∞ Carol II, Roi de Roumanie         | Hélène, Pcesse de Grèce ∞ Carol II, Roi de Roumanie         | Hélène, Pcesse de Grèce ∞ Carol II, Roi de Roumanie | Hélène, Pcesse de Grèce ∞ Carol II, Roi de Roumanie | Hélène, Pcesse de Grèce ∞ Carol II, Roi de Roumanie | Hélène, Pcesse de Grèce ∞ Carol II, Roi de Roumanie |  |  | Paul Ier, Roi des Hellènes ∞ Frederika, Pcesse de Hanovre        | Paul Ier, Roi des Hellènes ∞ Frederika, Pcesse de Hanovre        | Paul Ier, Roi des Hellènes ∞ Frederika, Pcesse de Hanovre        | Paul Ier, Roi des Hellènes ∞ Frederika, Pcesse de Hanovre        | Paul Ier, Roi des Hellènes ∞ Frederika, Pcesse de Hanovre        | Paul Ier, Roi des Hellènes ∞ Frederika, Pcesse de Hanovre        |  |  | Georges II, Roi des Hellènes | Georges II, Roi des Hellènes | Georges II, Roi des Hellènes                                    | Georges II, Roi des Hellènes                                    | Georges II, Roi des Hellènes                                    | Georges II, Roi des Hellènes                                    |                                                                 |                                                                 | Élisabeth, Pcesse de Roumanie | Élisabeth, Pcesse de Roumanie | Élisabeth, Pcesse de Roumanie | Élisabeth, Pcesse de Roumanie | Élisabeth, Pcesse de Roumanie | Élisabeth, Pcesse de Roumanie |                           |                           | Marie, Pcesse de Roumanie ∞ Alexandre Ier, Roi de Yougoslavie | Marie, Pcesse de Roumanie ∞ Alexandre Ier, Roi de Yougoslavie | Marie, Pcesse de Roumanie ∞ Alexandre Ier, Roi de Yougoslavie | Marie, Pcesse de Roumanie ∞ Alexandre Ier, Roi de Yougoslavie | Marie, Pcesse de Roumanie ∞ Alexandre Ier, Roi de Yougoslavie | Marie, Pcesse de Roumanie ∞ Alexandre Ier, Roi de Yougoslavie |                            |                            | Carol II, Roi de Roumanie ∞ Hélène, Pcesse de Grèce | Carol II, Roi de Roumanie ∞ Hélène, Pcesse de Grèce | Carol II, Roi de Roumanie ∞ Hélène, Pcesse de Grèce                     | Carol II, Roi de Roumanie ∞ Hélène, Pcesse de Grèce                     | Carol II, Roi de Roumanie ∞ Hélène, Pcesse de Grèce                     | Carol II, Roi de Roumanie ∞ Hélène, Pcesse de Grèce                     |                                                                         |                                                                         | Nicolas, Régent de Roumanie ∞ Ioana Dumitrescu-Doletti | Nicolas, Régent de Roumanie ∞ Ioana Dumitrescu-Doletti | Nicolas, Régent de Roumanie ∞ Ioana Dumitrescu-Doletti | Nicolas, Régent de Roumanie ∞ Ioana Dumitrescu-Doletti | Nicolas, Régent de Roumanie ∞ Ioana Dumitrescu-Doletti | Nicolas, Régent de Roumanie ∞ Ioana Dumitrescu-Doletti |  |  |  |  |  |  |  |  |  |  |  |  |  |  |  |  |  |  |  |  |  |  |  |  |  |  |
|                                                                 |                                                                 |                                                                 |                                                                 |                                                                 |                                                                 |  |  |                                                            |                                                            |                                                                         |                                                                         |                                                                         |                                                                         |                                                                         |                                                                         |                                                      |                                                      |                                                      |                                                      |                                                             |                                                             |                                                             |                                                             |                                                             |                                                             |                                                     |                                                     |                                                     |                                                     |  |  |                                                                  |                                                                  |                                                                  |                                                                  |                                                                  |                                                                  |  |  |                              |                              |                                                                 |                                                                 |                                                                 |                                                                 |                                                                 |                                                                 |                               |                               |                               |                               |                               |                               |                           |                           |                                                               |                                                               |                                                               |                                                               |                                                               |                                                               |                            |                            |                                                     |                                                     |                                                                         |                                                                         |                                                                         |                                                                         |                                                                         |                                                                         |                                                        |                                                        |                                                        |                                                        |                                                        |                                                        |  |  |  |  |  |  |  |  |  |  |  |  |  |  |  |  |  |  |  |  |  |  |  |  |  |  |
|                                                                 |                                                                 |                                                                 |                                                                 |                                                                 |                                                                 |  |  | Alexandra, Pcesse de Grèce ∞ Pierre II, Roi de Yougoslavie | Alexandra, Pcesse de Grèce ∞ Pierre II, Roi de Yougoslavie | Alexandra, Pcesse de Grèce ∞ Pierre II, Roi de Yougoslavie              | Alexandra, Pcesse de Grèce ∞ Pierre II, Roi de Yougoslavie              | Alexandra, Pcesse de Grèce ∞ Pierre II, Roi de Yougoslavie              | Alexandra, Pcesse de Grèce ∞ Pierre II, Roi de Yougoslavie              |                                                                         |                                                                         |                                                      |                                                      |                                                      |                                                      |                                                             |                                                             |                                                             |                                                             | Michel Ier, Roi de Roumanie ∞ Anne, Pcesse de Parme         | Michel Ier, Roi de Roumanie ∞ Anne, Pcesse de Parme         | Michel Ier, Roi de Roumanie ∞ Anne, Pcesse de Parme | Michel Ier, Roi de Roumanie ∞ Anne, Pcesse de Parme | Michel Ier, Roi de Roumanie ∞ Anne, Pcesse de Parme | Michel Ier, Roi de Roumanie ∞ Anne, Pcesse de Parme |  |  | Constantin II, Roi des Hellènes ∞ Anne-Marie, Pcesse de Danemark | Constantin II, Roi des Hellènes ∞ Anne-Marie, Pcesse de Danemark | Constantin II, Roi des Hellènes ∞ Anne-Marie, Pcesse de Danemark | Constantin II, Roi des Hellènes ∞ Anne-Marie, Pcesse de Danemark | Constantin II, Roi des Hellènes ∞ Anne-Marie, Pcesse de Danemark | Constantin II, Roi des Hellènes ∞ Anne-Marie, Pcesse de Danemark |  |  |                              |                              |                                                                 |                                                                 |                                                                 |                                                                 |                                                                 |                                                                 |                               |                               |                               |                               |                               |                               |                           |                           | Pierre II, Roi de Yougoslavie ∞ Alexandra, Pcesse de Grèce    | Pierre II, Roi de Yougoslavie ∞ Alexandra, Pcesse de Grèce    | Pierre II, Roi de Yougoslavie ∞ Alexandra, Pcesse de Grèce    | Pierre II, Roi de Yougoslavie ∞ Alexandra, Pcesse de Grèce    | Pierre II, Roi de Yougoslavie ∞ Alexandra, Pcesse de Grèce    | Pierre II, Roi de Yougoslavie ∞ Alexandra, Pcesse de Grèce    |                            |                            | Michel Ier, Roi de Roumanie ∞ Anne, Pcesse de Parme | Michel Ier, Roi de Roumanie ∞ Anne, Pcesse de Parme | Michel Ier, Roi de Roumanie ∞ Anne, Pcesse de Parme                     | Michel Ier, Roi de Roumanie ∞ Anne, Pcesse de Parme                     | Michel Ier, Roi de Roumanie ∞ Anne, Pcesse de Parme                     | Michel Ier, Roi de Roumanie ∞ Anne, Pcesse de Parme                     |                                                                         |                                                                         |                                                        |                                                        |                                                        |                                                        |                                                        |                                                        |  |  |  |  |  |  |  |  |  |  |  |  |  |  |  |  |  |  |  |  |  |  |  |  |  |  |

### Quartiers d'Élisabeth
|  |                                                |  |  |  |  |  |  |  |  |  |  |  |  |  |  |  |
|  | 16. Charles de Hohenzollern-Sigmaringen        |  |  |  |  |  |  |  |  |  |  |  |  |  |  |  |
|  |                                                |  |  |  |  |  |  |  |  |  |  |  |  |  |  |  |
|  |                                                |  |  |  |  |  |  |  |  |  |  |  |  |  |  |  |
|  | 8. Charles-Antoine de Hohenzollern-Sigmaringen |  |  |  |  |  |  |  |  |  |  |  |  |  |  |  |
|  |                                                |  |  |  |  |  |  |  |  |  |  |  |  |  |  |  |
|  |                                                |  |  |  |  |  |  |  |  |  |  |  |  |  |  |  |
|  | 17. Antoinette Murat                           |  |  |  |  |  |  |  |  |  |  |  |  |  |  |  |
|  |                                                |  |  |  |  |  |  |  |  |  |  |  |  |  |  |  |
|  |                                                |  |  |  |  |  |  |  |  |  |  |  |  |  |  |  |
|  | 4. Léopold de Hohenzollern-Sigmaringen         |  |  |  |  |  |  |  |  |  |  |  |  |  |  |  |
|  |                                                |  |  |  |  |  |  |  |  |  |  |  |  |  |  |  |
|  |                                                |  |  |  |  |  |  |  |  |  |  |  |  |  |  |  |
|  | 18. Charles II de Bade                         |  |  |  |  |  |  |  |  |  |  |  |  |  |  |  |
|  |                                                |  |  |  |  |  |  |  |  |  |  |  |  |  |  |  |
|  |                                                |  |  |  |  |  |  |  |  |  |  |  |  |  |  |  |
|  | 9. Joséphine de Bade                           |  |  |  |  |  |  |  |  |  |  |  |  |  |  |  |
|  |                                                |  |  |  |  |  |  |  |  |  |  |  |  |  |  |  |
|  |                                                |  |  |  |  |  |  |  |  |  |  |  |  |  |  |  |
|  | 19. Stéphanie de Beauharnais                   |  |  |  |  |  |  |  |  |  |  |  |  |  |  |  |
|  |                                                |  |  |  |  |  |  |  |  |  |  |  |  |  |  |  |
|  |                                                |  |  |  |  |  |  |  |  |  |  |  |  |  |  |  |
|  | 2. Ferdinand Ier de Roumanie                   |  |  |  |  |  |  |  |  |  |  |  |  |  |  |  |
|  |                                                |  |  |  |  |  |  |  |  |  |  |  |  |  |  |  |
|  |                                                |  |  |  |  |  |  |  |  |  |  |  |  |  |  |  |
|  | 20. Ferdinand de Saxe-Cobourg-Gotha            |  |  |  |  |  |  |  |  |  |  |  |  |  |  |  |
|  |                                                |  |  |  |  |  |  |  |  |  |  |  |  |  |  |  |
|  |                                                |  |  |  |  |  |  |  |  |  |  |  |  |  |  |  |
|  | 10. Ferdinand II de Portugal                   |  |  |  |  |  |  |  |  |  |  |  |  |  |  |  |
|  |                                                |  |  |  |  |  |  |  |  |  |  |  |  |  |  |  |
|  |                                                |  |  |  |  |  |  |  |  |  |  |  |  |  |  |  |
|  | 21. Antoinette de Kohary                       |  |  |  |  |  |  |  |  |  |  |  |  |  |  |  |
|  |                                                |  |  |  |  |  |  |  |  |  |  |  |  |  |  |  |
|  |                                                |  |  |  |  |  |  |  |  |  |  |  |  |  |  |  |
|  | 5. Antonia de Portugal                         |  |  |  |  |  |  |  |  |  |  |  |  |  |  |  |
|  |                                                |  |  |  |  |  |  |  |  |  |  |  |  |  |  |  |
|  |                                                |  |  |  |  |  |  |  |  |  |  |  |  |  |  |  |
|  | 22. Pierre Ier du Brésil                       |  |  |  |  |  |  |  |  |  |  |  |  |  |  |  |
|  |                                                |  |  |  |  |  |  |  |  |  |  |  |  |  |  |  |
|  |                                                |  |  |  |  |  |  |  |  |  |  |  |  |  |  |  |
|  | 11. Marie II de Portugal                       |  |  |  |  |  |  |  |  |  |  |  |  |  |  |  |
|  |                                                |  |  |  |  |  |  |  |  |  |  |  |  |  |  |  |
|  |                                                |  |  |  |  |  |  |  |  |  |  |  |  |  |  |  |
|  | 23. Marie-Léopoldine d'Autriche                |  |  |  |  |  |  |  |  |  |  |  |  |  |  |  |
|  |                                                |  |  |  |  |  |  |  |  |  |  |  |  |  |  |  |
|  |                                                |  |  |  |  |  |  |  |  |  |  |  |  |  |  |  |
|  | 1. Élisabeth de Roumanie                       |  |  |  |  |  |  |  |  |  |  |  |  |  |  |  |
|  |                                                |  |  |  |  |  |  |  |  |  |  |  |  |  |  |  |
|  |                                                |  |  |  |  |  |  |  |  |  |  |  |  |  |  |  |
|  | 24. Ernest Ier de Saxe-Cobourg-Gotha           |  |  |  |  |  |  |  |  |  |  |  |  |  |  |  |
|  |                                                |  |  |  |  |  |  |  |  |  |  |  |  |  |  |  |
|  |                                                |  |  |  |  |  |  |  |  |  |  |  |  |  |  |  |
|  | 12. Albert de Saxe-Cobourg-Gotha               |  |  |  |  |  |  |  |  |  |  |  |  |  |  |  |
|  |                                                |  |  |  |  |  |  |  |  |  |  |  |  |  |  |  |
|  |                                                |  |  |  |  |  |  |  |  |  |  |  |  |  |  |  |
|  | 25. Louise de Saxe-Gotha-Altenbourg            |  |  |  |  |  |  |  |  |  |  |  |  |  |  |  |
|  |                                                |  |  |  |  |  |  |  |  |  |  |  |  |  |  |  |
|  |                                                |  |  |  |  |  |  |  |  |  |  |  |  |  |  |  |
|  | 6. Alfred Ier de Saxe-Cobourg-Gotha            |  |  |  |  |  |  |  |  |  |  |  |  |  |  |  |
|  |                                                |  |  |  |  |  |  |  |  |  |  |  |  |  |  |  |
|  |                                                |  |  |  |  |  |  |  |  |  |  |  |  |  |  |  |
|  | 26. Édouard-Auguste du Royaume-Uni             |  |  |  |  |  |  |  |  |  |  |  |  |  |  |  |
|  |                                                |  |  |  |  |  |  |  |  |  |  |  |  |  |  |  |
|  |                                                |  |  |  |  |  |  |  |  |  |  |  |  |  |  |  |
|  | 13. Victoria du Royaume-Uni                    |  |  |  |  |  |  |  |  |  |  |  |  |  |  |  |
|  |                                                |  |  |  |  |  |  |  |  |  |  |  |  |  |  |  |
|  |                                                |  |  |  |  |  |  |  |  |  |  |  |  |  |  |  |
|  | 27. Victoire de Saxe-Cobourg-Saalfeld          |  |  |  |  |  |  |  |  |  |  |  |  |  |  |  |
|  |                                                |  |  |  |  |  |  |  |  |  |  |  |  |  |  |  |
|  |                                                |  |  |  |  |  |  |  |  |  |  |  |  |  |  |  |
|  | 3. Marie de Saxe-Cobourg-Gotha                 |  |  |  |  |  |  |  |  |  |  |  |  |  |  |  |
|  |                                                |  |  |  |  |  |  |  |  |  |  |  |  |  |  |  |
|  |                                                |  |  |  |  |  |  |  |  |  |  |  |  |  |  |  |
|  | 28. Nicolas Ier de Russie                      |  |  |  |  |  |  |  |  |  |  |  |  |  |  |  |
|  |                                                |  |  |  |  |  |  |  |  |  |  |  |  |  |  |  |
|  |                                                |  |  |  |  |  |  |  |  |  |  |  |  |  |  |  |
|  | 14. Alexandre II de Russie                     |  |  |  |  |  |  |  |  |  |  |  |  |  |  |  |
|  |                                                |  |  |  |  |  |  |  |  |  |  |  |  |  |  |  |
|  |                                                |  |  |  |  |  |  |  |  |  |  |  |  |  |  |  |
|  | 29. Charlotte de Prusse                        |  |  |  |  |  |  |  |  |  |  |  |  |  |  |  |
|  |                                                |  |  |  |  |  |  |  |  |  |  |  |  |  |  |  |
|  |                                                |  |  |  |  |  |  |  |  |  |  |  |  |  |  |  |
|  | 7. Maria Alexandrovna de Russie                |  |  |  |  |  |  |  |  |  |  |  |  |  |  |  |
|  |                                                |  |  |  |  |  |  |  |  |  |  |  |  |  |  |  |
|  |                                                |  |  |  |  |  |  |  |  |  |  |  |  |  |  |  |
|  | 30. Louis II de Hesse-Darmstadt                |  |  |  |  |  |  |  |  |  |  |  |  |  |  |  |
|  |                                                |  |  |  |  |  |  |  |  |  |  |  |  |  |  |  |
|  |                                                |  |  |  |  |  |  |  |  |  |  |  |  |  |  |  |
|  | 15. Marie de Hesse-Darmstadt                   |  |  |  |  |  |  |  |  |  |  |  |  |  |  |  |
|  |                                                |  |  |  |  |  |  |  |  |  |  |  |  |  |  |  |
|  |                                                |  |  |  |  |  |  |  |  |  |  |  |  |  |  |  |
|  | 31. Wilhelmine de Bade                         |  |  |  |  |  |  |  |  |  |  |  |  |  |  |  |
|  |                                                |  |  |  |  |  |  |  |  |  |  |  |  |  |  |  |
|  |                                                |  |  |  |  |  |  |  |  |  |  |  |  |  |  |  |

### Sur Élisabeth
- (ro) Diana Mandache, Vise spulberate : Elisabeta, Principesa Romaniei, Regina Greciei, Bucarest, Corint, 2025, 240 p. (ISBN 9786060887690).
- (en) John Wimbles, « Elisabeta of the Hellenes: Passionate Woman, Reluctant Queen - Part. 1: Crown Princess », Royalty Digest, vol. 12#5, no 137,‎ novembre 2002, p. 136-144 (ISSN 0967-5744).
- (en) John Wimbles, « Elisabeta of the Hellenes: Passionate Woman, Reluctant Queen - Part. 2: Crown Princess », Royalty Digest, vol. 12#6, no 138,‎ décembre 2002, p. 168-174 (ISSN 0967-5744).
- (en) John Wimbles, « Elisabeta of the Hellenes: Passionate Woman, Reluctant Queen - Part. 3: Exile at Home 1924-1940 », Royalty Digest, vol. 12#7, no 139,‎ janvier 2003, p. 200-205 (ISSN 0967-5744).
- (en) John Wimbles, « Elisabeta of the Hellenes: Passionate Woman, Reluctant Queen - Part. 4: Treachery and Death », Royalty Digest, vol. 13#1, no 145,‎ juillet 2003, p. 13-16 (ISSN 0967-5744).

### Sur Élisabeth et la famille royale de Grèce
- (en) Alan Palmer et Michael of Greece, The Royal House of Greece, Weidenfeld Nicolson Illustrated, 1990 (ISBN 0-297-83060-0).
- (es) Ricardo Mateos Sáinz de Medrano, La Familia de la Reina Sofía, La Dinastía griega, la Casa de Hannover y los reales primos de Europa, Madrid, La Esfera de los Libros, 2004, 573 p. (ISBN 84-9734-195-3).
- (en) John Van der Kiste, Kings of the Hellenes : The Greek Kings, 1863-1974, Sutton Publishing, 1994, 200 p. (ISBN 0-7509-2147-1).
- (en) Hugo Vickers, Alice : Princess Andrew of Greece, Londres, Hamish Hamilton, 2000, 477 p. (ISBN 0-241-13686-5).

### Sur Élisabeth et la famille royale de Roumanie
- Jean-Paul Besse, Ileana : l'archiduchesse voilée, Versailles, Via Romana, 2010, 183 p. (ISBN 978-2-916727-74-5).
- Guy des Cars, Les Reines de cœur de Roumanie, Le Grand livre du mois, 1993 (ASIN B00KX9K1R0).
- (en) Julia Gelardi, Born to Rule : Granddaughters of Victoria, Queens of Europe, Headline Review, 2006, 457 p. (ISBN 0-7553-1392-5).
- Lilly Marcou, Le Roi trahi : Carol II de Roumanie, Paris, Pygmalion, 2002, 398 p. (ISBN 2-85704-743-6).
- (en) Hannah Pakula, The Last Romantic : A Biography of Queen Marie of Roumania, Weidenfeld & Nicolson History, 1996, 510 p. (ISBN 1-85799-816-2).
- (en) Ivor Porter, Michael of Romania : The King and the Country, Thrupp, Sutton Publishing Ltd, 2005, 328 p. (ISBN 0-7509-3847-1).

### Bases de données et dictionnaires
- Ressource relative à la vie publique :   - Documents diplomatiques suisses 1848-1975
- Ressource relative aux beaux-arts :   - National Portrait Gallery
- Ressource relative à la musique :   - MusicBrainz
- Notices d'autorité :   - VIAF
  - ISNI
  - BnF (données)
  - GND

### Autres liens externes
- Régine Salens et Tepi Pistofidou, « Portrait : Elisabeth de Roumanie, reine de Grèce », sur Noblesse & Royauté, 17 octobre 2013 (consulté le 8 mai 2025).
- Régine Salens et Tepi Pistofidou, « Portrait : Elisabeth de Roumanie, reine de Grèce (suite et fin) », sur Noblesse & Royauté, 18 octobre 2013 (consulté le 8 mai 2025).